# Byzantská říše v době Herakleiovců
Byzantské říši, resp. středověké Římské říši (řecky Βασιλεία Ῥωμαίων, Basileía Rhōmaíōn v latince, latinsky Imperium Romanum) vládla dynastie Herakleiovců od roku 610 do roku 711. Vznik dynastie započal nástupem Herakleia, zakladatele dynastie, do čela říše, když svrhl dosavadního císaře Foku. Záhy po získání moci se vnitropolitická krize říše, počínající již za Fokovy vlády, dále prohloubila, čehož využili perští Sásánovci a do roku 619 ovládli většinu byzantských východních provincií (Sýrii, Palestinu a Egypt). Již o tři roky později ale započala byzantská protiofenzíva. Zatímco císař podnikal tažení na východě, odhodlali se Peršané spolu s Avary k útoku na Konstantinopol, který ale roku 626 ztroskotal. Porážka u hlavního byzantského města znamenala silné oslabení avarského kmenového svazu a dolehla též na říši Sásánovců, kde začala vrcholit vnitřní krize, jež vyústila v zavraždění krále Husrava II. Jeho syn Kavád Šéroé pak uzavřel s Byzancí mírovou smlouvu, díky níž císař získal zpět všechna ztracená území. Ne však nadlouho, protože o několik let později na Byzanc zaútočili Arabové, kteří se několik let předtím sjednotili pod zástavou nového monotesitického náboženství islámu, a během krátké doby tyto provincie dobyli pro sebe. Hranice mezi byzantskou říší a nově vzniklým arabským státem zvaným chalífát se ustálila na pomezí Malé Asie, skrz něž v následujících letech muslimové podnikali časté nájezdy na byzantské území. Loupeživé přepady opakující se téměř každý rok byly jedním z důvodů, proč se byzantská správa v rámci nově vzniklých administrativních jednotek reformovala a militarizovala, což umožnilo efektivnější obranu. Tyto provincie vešly ve známost pod jménem themata.

## Přehled událostí

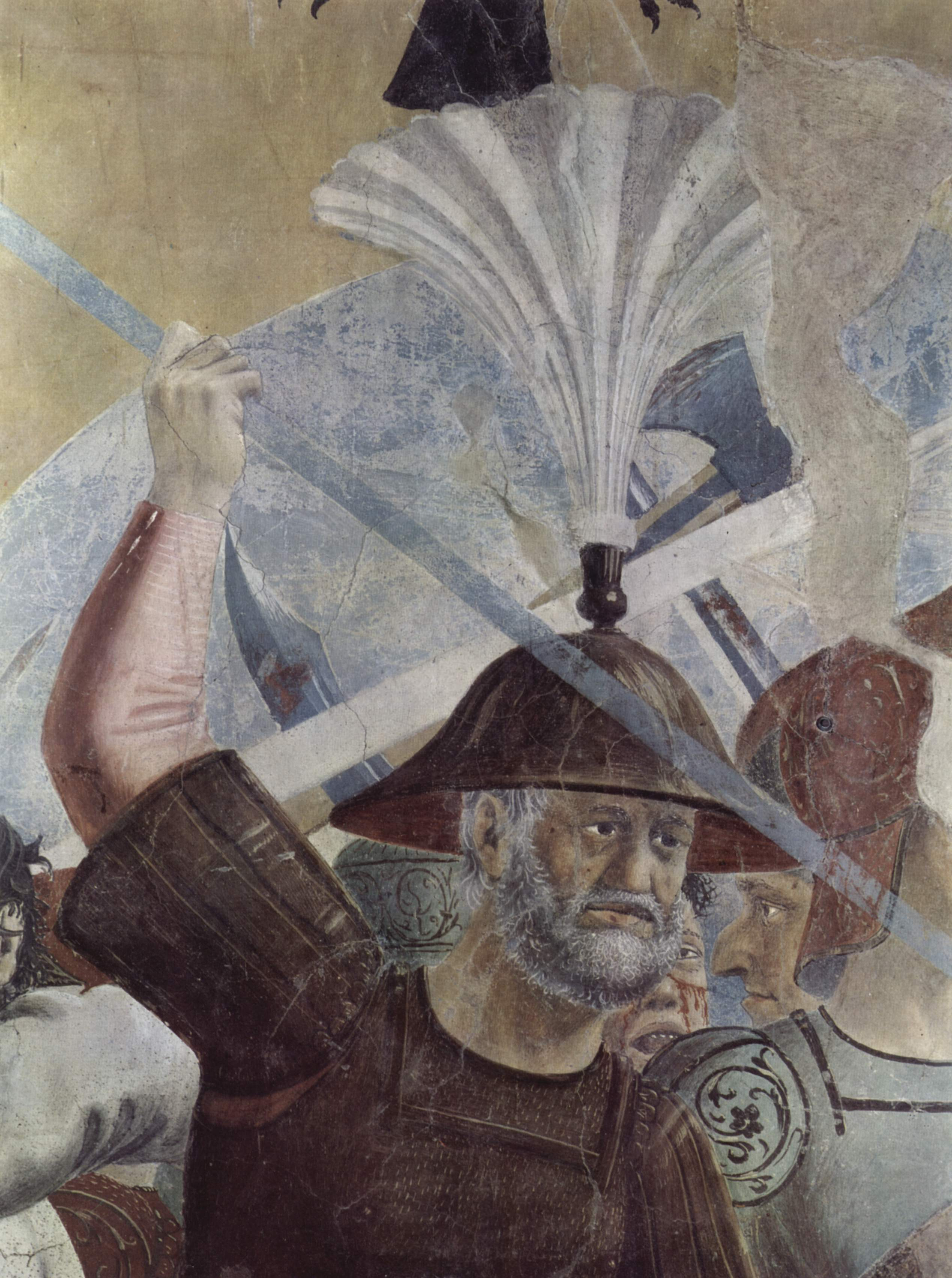
Císař Herakleios, zakladatel dynastie

V letech po Herakleiově smrti pokračovaly jak boje s Araby na východě, tak srážky se Slovany na balkánských územích. Přestože další císaři pořádali i na tato území vojenské výpravy, po dlouhou dobu bylo obtížné slovanské kmeny zpacifikovat. Velké nebezpečí nastalo pro Byzanc za vlády císaře Konstantina IV., během níž Arabové mezi lety 674–678 obléhali samotnou Konstantinopol. Odražení tohoto útoku zvýšilo prestiž Byzance a následný mír umožnil císaři věnovat se více západním oblastem říše. Zde vyvstal říši nový soupeř v podobě první bulharské říše, již musel Konstantin na základě mírové smlouvy roku 681 formálně uznat a jež měla v dalších letech po dlouhou dobu působit jako protiváha byzantského vlivu na Balkáně. Posledním císařem z dynastie Herakleiovců byl Justinián II., proti němuž vypuklo roku 695 úspěšné povstání. Svrhnutý císař byl zohaven a odeslán do exilu v Chersonésu na Krymu, odkud po několika letech uprchl a znovu se dostal na trůn, čehož využil ke krvavé pomstě na svých odpůrcích. To proti němu vyvolalo novou vlnu nevole, jež se naplno projevila během nového spiknutí roku 711 – císař i jeho syn byli popraveni a herakleiovská dynastie vymřela.

## Vláda uzurpátora Foky

### Úpadek říše

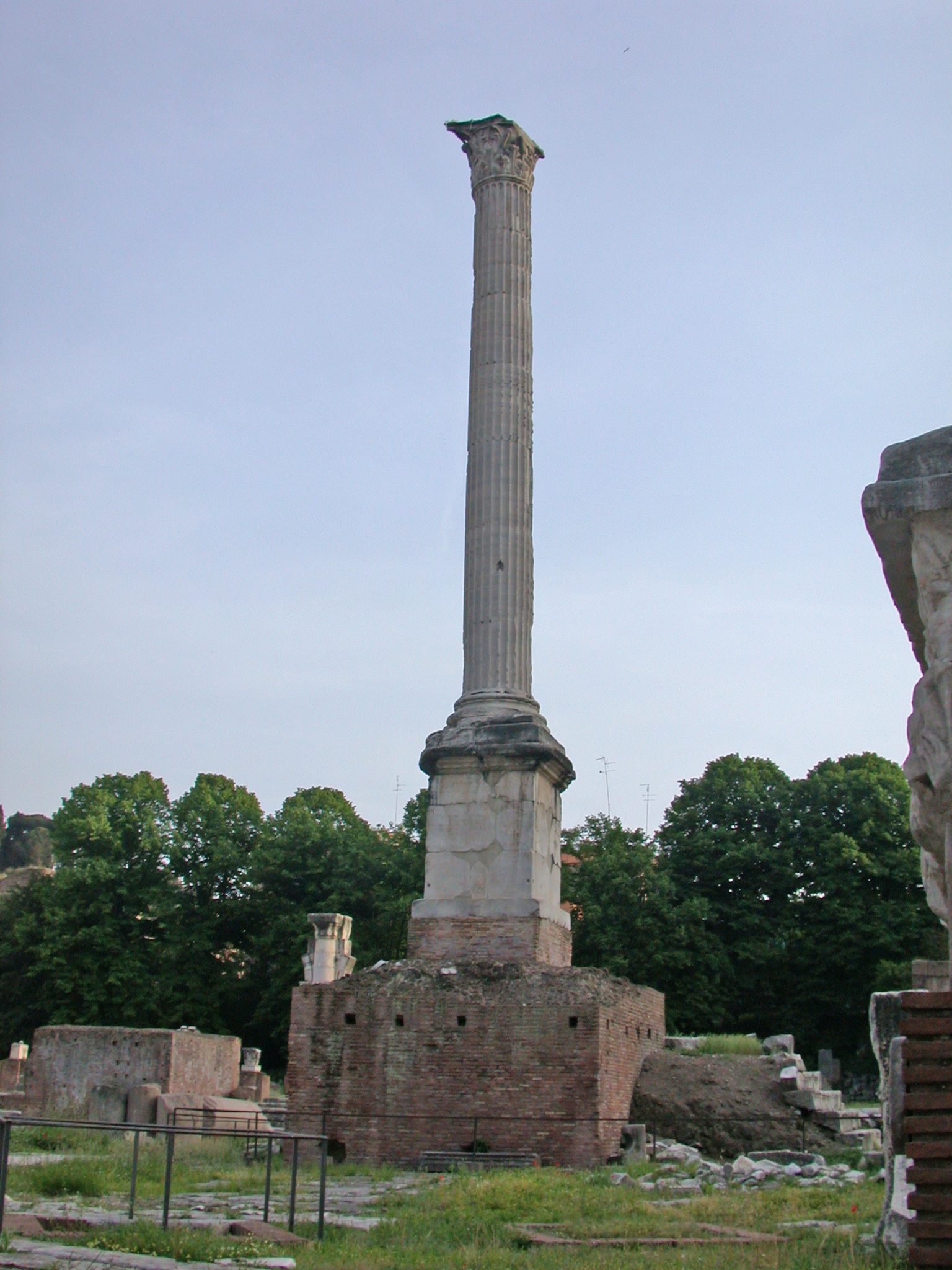
Fokův sloup nacházející se na Foru Romanu

Po svržení císaře Maurikia a jeho popravě se na byzantský trůn dostal uzurpátor Fokas, který po svém nástupu začal organizovat teror namířený nejen proti původním Maurikiovým přívržencům a senátorské aristokracii, ale i židům a vyznavačům křesťanské hereze, monofyzitům. Jeho počínání vyvolalo odpor ve východních provinciích, kde byl monofyzitismus velmi rozšířen, a spělo k rozpoutání nového vnitropolitického konfliktu. Nestabilní situace ve zdejších byzantských provinciích využil perský král Husrav II. a rozpoutal proti Byzanci válku pod záminkou pomsty popraveného Fokova předchůdce. Postup Peršanů byl ještě usnadněn vzpourou vysokého vojenského hodnostáře Narsa, takže během několika let získali Arménii a také části Sýrie a Mezopotámie, perské jednotky dále pronikly až k Chalkedonu a do Palestiny. Zároveň na balkánská území říše vtrhli Slované spolu s Avary. Restaurování hranice říše na Dunaji císařem Maurikiem tak mělo jen krátké trvání, navíc se Slované na dobytých územích začali usídlovat a vinou jejich vpádů, drancování a odvlékání obyvatelstva se spolu se zánikem měst zhroutil i zdejší správní systém.

### Převrat a nastolení Herakleiovců
Jedinou oblastí, kde v té době vnitropolitický rozkol a hospodářský úpadek nepostupoval tak razantně, byla zvláštní byzantská provincie v severní Africe, zvaná kartaginský exarchát, v jejímž čele v té době stál Maurikiův přítel Herakleios. Ten vypravil svého stejnojmenného syna v čele loďstva do hlavního města Konstantinopole. Zásah proti Fokovi byl úspěšný – obyvatelé metropole sami otevřeli příchozivšímu vojsku městské brány. Fokas byl svržen a popraven a mladší Herakleios byl v říjnu 610 korunován novým císařem.

## Změna situace za Herakleia

### Prohloubení krize

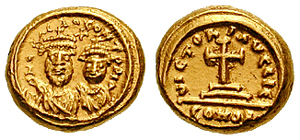
Solidus z doby vlády císaře Herakleia

Brzy po svém nastoupení na trůn se rozhodl Herakleios vytáhnout proti Persii. Přes jeho snahu zamezit dalšímu perskému postupu byli Byzantinci po prvních úspěších odraženi a jejich protiútok skončil neúspěchem. Roku 613 padla do rukou perských nepřátel syrská metropole Antiochie a o rok později již perská vojska mohla vstoupit do Arménie, odkud se byzantská armáda musela stáhnout. Pohromou se stalo i dobytí Jeruzaléma téhož roku. Peršané zdejší obyvatelstvo povraždili a odvezli odtud kříž, na kterém měl být ukřižován sám Kristus a jenž byl pro křesťany posvátnou relikvií. Prohrám na východní frontě však nebyl konec – perské vojsko postupovalo dál a po dobytí Alexandrie kolem roku 618 nebo 619 se zmocnilo Egypta. Podobně se vyvíjela i situace v boji s Avary a Slovany. Ti nadále postupovali balkánským poloostrovem a obsazovali další a další oblasti. Zdejší byzantské území se v následujících letech smrsklo na pás pobřežních měst, z nichž slovanskému obležení úspěšně odolávala zejména Soluň, v pořadí druhé nejvýznamnější město říše po Konstantinopoli. Roku 617 přitáhli Avarové až před Konstantinopol, aby se zde při mírových jednáních pokusili císaře zajmout. Jejich plán ale nevyšel a Herakleios je díky četným darům přesvědčil, aby se vrátili zpět na své území.

### Obléhání Konstantinopole a jeho důsledky

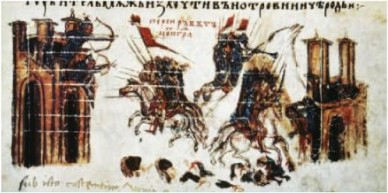
Obléhání Konstantinopole roku 626

Zatímco avarské nájezdy se císař pokusil načas vyřešit placením tributu, vytáhla nyní nově reorganizovaná byzantská armáda proti Persii. Po vítězné srážce v Arménii se perská vojska stáhla z Malé Asie, ovšem ne nadlouho. Zatímco Herakleios v čele své armády podnikal další tažení na východě, přitáhli Peršané po dohodě s Avary a jejich slovanskými spojenci ke Konstantinopoli a pokusili se jí roku 626 dobýt. Silné městské hradby a byzantské loďstvo tomuto náporu odolaly a útočníkům tak nezbylo, než se stáhnout. Po neúspěchu u Konstantinopole vypukly v avarském kmenovém svazu neshody a časté nepokoje, jichž využili Slované žijící v avarském područí k získání samostatnosti. Avaři tak na dlouhou dobu vzhledem k vlastním problémům museli od dalších nájezdů na Balkán upustit. Byzantská moc se zde ale také neobnovila, protože většina tehdejšího balkánského území se již ocitla v moci slovanských kmenů.

### Úspěchy na východě a snahy o řešení náboženských sporů

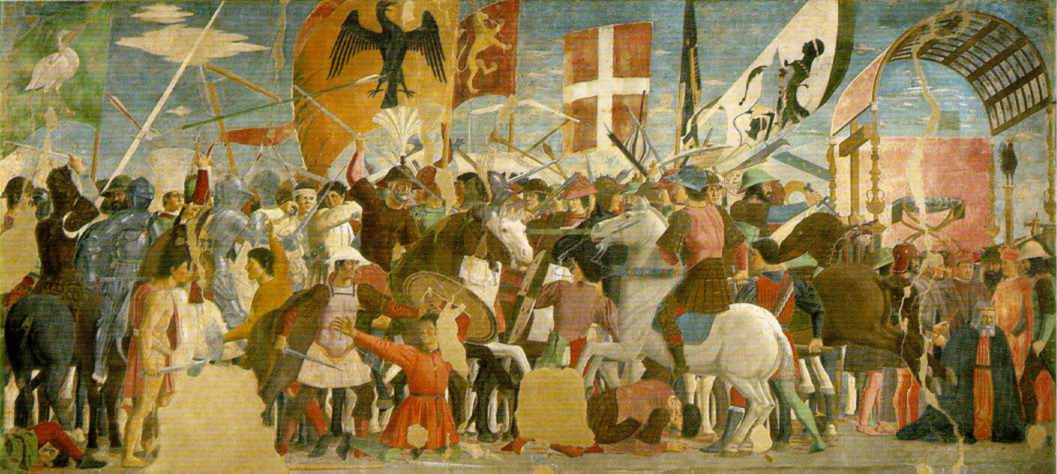
Herakleios v boji s perským králem Husravem II.

Mezitím pokračoval Herakleios ve svém východním tažení. V době obléhání hlavního byzantského města již císař plánoval se svou armádou postup do povodí řeky Tigris, což se mu ve spojenectví s kočovnými Chazary podařilo. V prosinci 627 dosáhla v bitvě u Ninive byzantská vojska rozhodujícího vítězství. O několik měsíců později vyvrcholila v Persii vnitropolitická krize, král Husrav II. byl zavražděn a jeho nástupce Kavád II. Šéroé uzavřel s Byzancí mír, jímž se vzdal všech dosud získaných území a zároveň podstoupil byzantské říši i nová území v Arménii. Sedm let po svém odchodu z Konstantinopole se císař triumfálně navrátil do hlavního města a roku 630 byl opět v Jeruzalémě vztyčen Kristův kříž.
Spolu se získáním ztracených východních provincií znovu vyvstala skutečnost, že větší část obyvatelstva vyznává heretickou verzi křesťanství, zvanou monofyzitismus. Císař stejně jako konstantinopolský patriarcha Sergios si byli vědomi toho, že pro uklidnění situace ve východních oblastech a upevnění zdejší byzantské nadvlády je zapotřebí dosáhnout mezi pravověrnými křesťany i monofyzity smírného řešení. Výsledkem jejich snah bylo učení zvané monoenergetismus, jenž měl být spojovacím článkem mezi oběma doktrínami. Přestože se za toto učení postavil alexandrijský patriarcha Kyros i papež Honorius, mezi ortodoxním i monofyzitským obyvatelstvem narazilo na tvrdý odpor. Stejně dopadl další pokus naklonit si východní provincie učením zvaným monotheletismus, jenž byl dříve v těchto místech taktéž rozšířen. Výsledkem těchto snah tak bylo pouze pokračující nepřátelství obyvatel zejména v Sýrii, Egyptě a Palestině vůči Byzanci i původní ortodoxní církvi.

## Expanze islámu a boje s Araby a Slovany

### Vzestup islámu a ztráty východních území

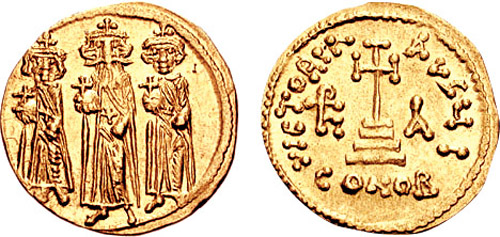
Solidus s vyobrazením Herakleia, Konstantina a Heraklona

Jakkoliv byzantská říše dokázala získat nazpět své původní provincie, odmítavý přístup zdejšího obyvatelstva vůči byzantské moci nadále zabraňoval upevnění pozice na znovu dobytých územích. To se mělo projevit o několik let později při útoku Arabů, kteří se během předchozích let sjednotili na základě nového náboženství zvěstovaného prorokem Mohamedem – islámu. Po Mohamedově smrti se začali volit noví vůdcové muslimské obce zvaní chalífové. Za jejich vlády došlo k razantní územní expanzi, jíž padla za oběť nejen dlouhými válkami oslabená perská říše, ale i značné části byzantského panství na východě. Přestože první nájezdy se odehrávaly již za chalífy Abú Bakra, první rozsáhlejší útoky proti Byzanci byly zorganizovány až chalífou Umarem. Po velkém arabském vítězství v bitvě u Jarmúku roku 636 se byzantská vojska stáhla ze Sýrie. Dva roky nato dobyli Arabové Jeruzalém a Antiochii a postupovali dále do Mezopotámie. Mezitím se během let 637–642 téměř úplně zhroutila perská říše a Arabové záhy nato vpadli i do Arménie. K ochraně maloasijského území dal Herakleios vyklidit Kilíkii, jež se měla v budoucích letech stát nárazníkovým pásmem mezi chalífátem a Byzancí. Rychlý arabský postup umožnilo nejen vyčerpání státu po vleklých válkách s Persií, ale i nespokojenost obyvatelstva východních provincií s byzantskou vládou, která byla krom dogmatických sporů živena i velkým daňovým zatížením, neschopností státní správy a korupcí byzantského úřednictva. Nábožensky tolerantní a hospodářsky méně náročná muslimská nadvláda se tak zdála být lepší perspektivou.
Říše byla dále oslabena po smrti císaře Herakleia roku 641. Jeho dva synové Konstantin III. a Heraklonas, kteří po něm převzali vládu, nedokázali spolupracovat, takže se v Konstantinopoli proti sobě vytvořily dvě nepřátelské skupiny. Po brzké Konstantinově smrti získala většinu rozhodovacích pravomocí Heraklonova matka Martina. Postavení císařovny a jejího syna bylo dále podkopáno ve chvíli, kdy patriarcha Pyrrhos, pověřený byzantskou vládou jednat s Araby, při mírových jednáních nepříteli odstoupil prakticky celé byzantské území v Egyptě. Nespokojenost s Martininou vládou se během roku 641 vyhrotila v podobě státního převratu, během něhož byla matka se synem svrženi a zohaveni a na jejich místo nastoupil Konstantinův syn Konstans II.

### Vznik themat

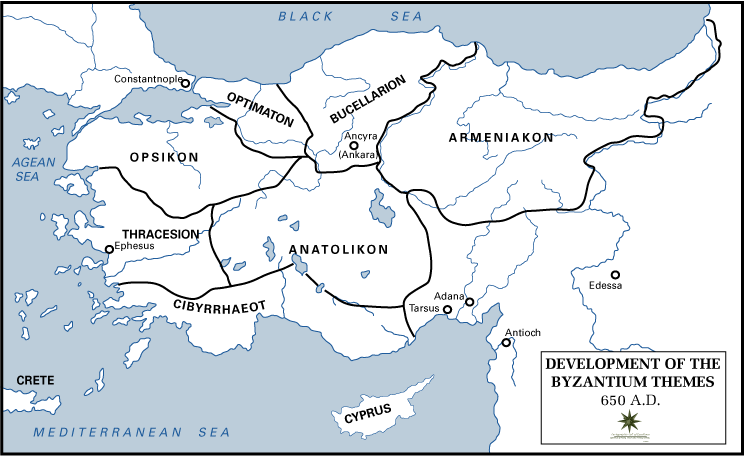
Byzantská themata v Malé Asii kolem roku 650

Rozsáhlé ztráty území radikálně změnily vnitřní vývoj celého impéria. Převažujícím národem se v tomto období již stali Řekové a řečtina definitivně vytlačila latinu z pozice oficiálního jazyka říše. Byzanc se tak během 7. století s konečnou platností stala řeckým státem. Další změny se dotkly i dosavadního administrativního uspořádání státu. Nebezpečí častých arabských nájezdů, jež se s kratšími přestávkami opakovaly po celý zbytek století, si vyžádalo spojení civilních i vojenských pravomocí do jednoho úřadu, který zastávali velitelé vojenských oddílů zvaní stratégové. Název těchto novým způsobem spravovaných provincií se v následujících staletích vžil pod termínem themata.
Protože arabští nepřátelé nepostupovali vždy tou samou oblastí, vojáci se tedy v mnoha případech bojů neúčastnili a postupně se usazovali v oblastech, do nichž byli posláni. Tím získávali vztah k půdě a během následujících let se z nich stali vojíni-zemědělci (zvaní stratiotai) mající v případě nepřátelského útoku povinnost nastoupit k vojsku a podílet se na obraně daného thematu. V druhé polovině 7. století se těchto nových správních jednotek v oblasti Malé Asie, jež byla ohrožena nejvíce, konstituovalo několik. Prvními z nich byla themata Anatolikon a Armeniakon, dále Opsikion v oblasti poblíž Konstantinopole, Kibyraioton na jižním pobřeží Malé Asie a další. Spolu s tím vznikla po obléhání Konstantinopole arabskou flotilou námořní jednotka karabisianoi, v jejímž čele stál taktéž stratég a jež měla za úkol vést obranu před arabskými pirátskými nájezdy. V byzantském prostředí se ale udržely i profesionální žoldnéřské jednotky zvané tagmata, jež se zdržovaly poblíž hlavního města a krom ochrany císaře se i účastnily vojenských taženích proti nepříteli.

### Arabský tlak, vztahy se Slovany a pokračování dogmatických sporů

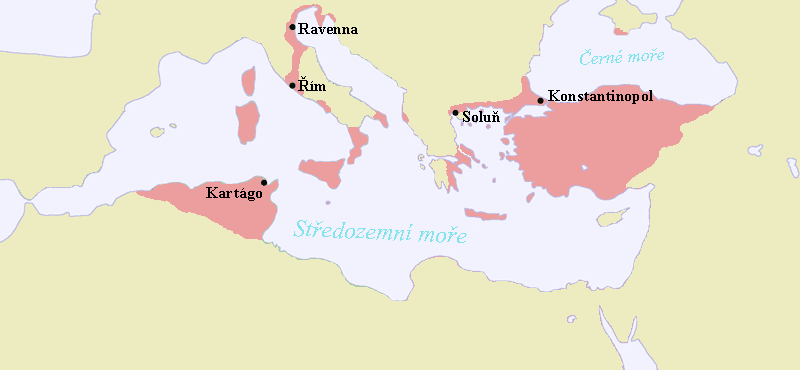
Byzanc v 2. polovině 7. století

Po nástupu Konstanta II. na trůn nadále pokračovaly vleklé boje s Araby. Byzantská vláda na to odpovídala zdokonalováním obranných opatření v nově se rodících thematech, přesto však opakované nájezdy nejen na souši, ale i na moři, činily ústřední moci i maloasijskému obyvatelstvu značné problémy – původní velkostatky mizely a dříve kvetoucí města se zmenšovala na zlomky své původní rozlohy, nově se opevňovávala a v některých případech se jeho obyvatelstvo přesouvalo na vyvýšená místa v okolí, jež se dala lépe bránit. Městský život jako takový v Byzanci upadal.
Kromě Malé Asie pokračovala arabská expanze i jinde. Roku 647 padlo africké město Tripolis a muslimům se tak otevřela cesta do kartaginského exarchátu, ovšem při útoku na tuto byzantskou provincii byli Arabové odraženi. Zároveň nově postavená arabská flotila dobyla roku 654 Kypr, Kós, vypálila Krétu a o rok později dosáhla velkého vítězství nad byzantským loďstvem poblíž pobřeží Lýkie. Dočasný oddech poskytla Byzanci vnitropolitická krize v chalífátu, kde proti tehdejšímu vůdci muslimské obce Alímu vystoupil roku 656 syrský místodržící Mu'ávija. Císař toho využil a mezi lety 657–658 podnikl výpravu proti balkánským Slovanům žijících v okolí Soluně, jež si podrobil a část z nich přesídlil do Malé Asie. Konstans se tím snažil zmírnit jejich tlak na Balkáně a zároveň je využít v boji proti Arabům.

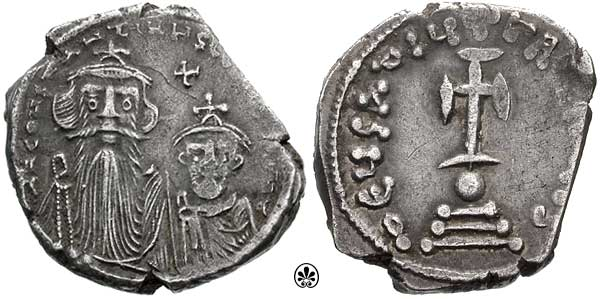
Mince z období vlády Kontanta II.

Byzantská vláda ovšem zasahovala i do poměrů v západních oblastech říše, kde Byzanci po vpádu Langobardů v 6. století zůstala Sicílie, oblasti na jihu Apeninského poloostrova, pruh území spojující Řím s Ravennou, sídla zvláštní provincie, jež se nazývala ravennský exarchát, a dále území v severní Africe se sídlem v Kartágu. Právě v těchto oblastech se zvedl odpor proti Herakleiem ustanovenému monotheletismu, který nadále platil za oficiální učení byzantské říše. Předními odpůrci tohoto hnutí byli papež Martin I. a tehdy věhlasný teolog Maximos Homologetes, jenž docílil na lateránské synodě konané roku 649 odsouzení monotheletismu. Nestabilní situace v Itálii navíc využil ravennský exarcha Olympios ke vzpouře proti vládě v Konstantinopoli, toto nebezpečí bylo ale krátce poté zažehnáno, protože Olympios roku 652 zemřel. Konstans posléze Martina i Maxima poslal do vyhnanství, kde oba záhy nato zemřeli.
Císařovo despotické chování nezůstalo bez odezvy – proti jeho vládě trvale rostl odpor, jenž vyvrcholil poté, co císař popravil svého bratra Theodora ve snaze udržet vládu pouze pro sebe a své syny. Konstans proto z bezpečnostních důvodů přesídlil do Taranta v Itálii, kde úspěšně vedl válku s Langobardy. Kvůli nedostatkům finančních zdrojů ji ale nedokázal dovést do vítězného konce a odebral se proto do Říma a následně do sicilských Syrakus. Ani zde nedokázal získat kvůli své despotické povaze oblibu, roku 668 byl zavražděn a po jeho smrti zde propuklo povstání proti ústřední vládě vedené Arménem Mezeziem, usilujícím o získání císařského trůnu. Tento pokus o uzurpaci moci nevyšel – již následujícího roku bylo povstání potlačeno vojsky ravennského exarchátu. Novým vládcem se mezitím stal císařův syn Konstantin IV.

### Úspěšné odražení nového arabského náporu

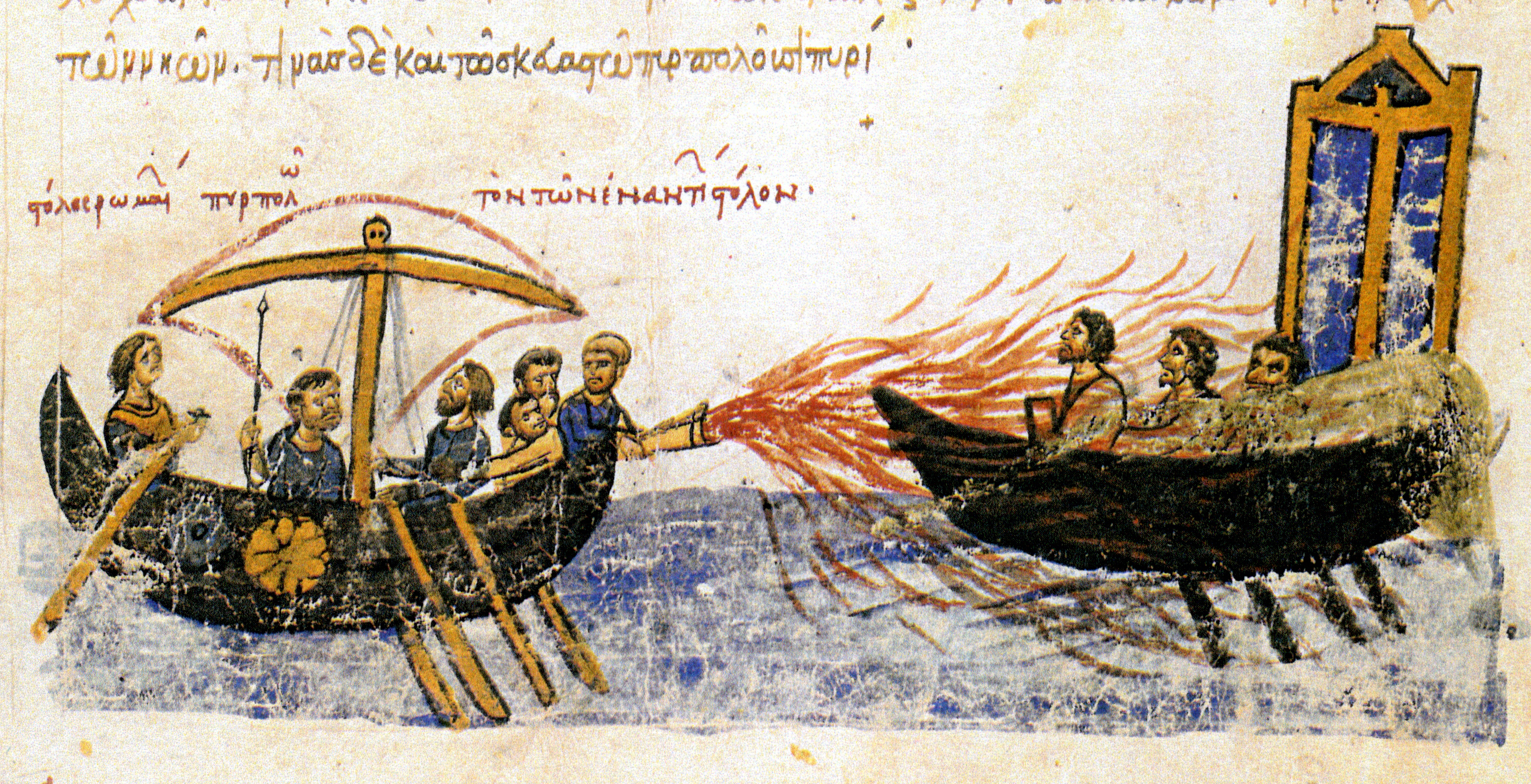
Užití řeckého ohně během bitvy

Po smrti Alího roku 661 a postupném upevnění své moci začal nově nastolený chalífa Mu'ávija I. s novou expanzí. Od roku 663 Arabové každoročně vpadávali do Malé Asie, přičemž tyto útoky byly doprovázeny i nájezdy arabské flotily. Roku 674, čtyři roky poté, co se Arabové zmocnili ostrova Kyzikos ležícího nepříliš daleko od Konstantinopole, zahájilo arabské loďstvo blokádu města. Zároveň Malou Asií protáhla pozemní armáda, která zabránila přístupu do Konstantinopole i po souši. Silné konstantinopolské hradby a byzantské loďstvo vybavené novou zbraní zvanou řecký oheň dokázaly po pět let úspěšně arabskému náporu čelit a Byzantincům se úspěšně dařilo působit svým nepřátelům značné ztráty. Následně v muslimském vojsku propukly nemoci, jež spolu s nedostatkem potravin donutily roku 678 chalífu ke stažení své armády. Zbytek jeho loďstva byl zničen bouří a byzantskými plavidly, takže Mu'ávijovi nezbylo než podepsat mír, na základě něhož vyklidil většinu získaných ostrovů. Dále se zavázal k placení ročního poplatku a vytvoření demilitarizované zóny při hranicích chalífátu a Byzance v Malé Asii. Díky vítězství u Konstantinopole vzrostla prestiž říše jakožto ochránce Evropy před islámskou expanzí a mírová smlouva umožnila císaři Konstantinovi udržet na určitou dobu na východní hranici mír. V této době však vyvstal Byzanci nový protivník na Balkáně, kde se konstituoval nový státní útvar – první bulharská říše.

## Příchod Bulharů a vojenští uzurpátoři

### Asparuchův příchod na Balkán a konečné vyřešení dogmatických problémů

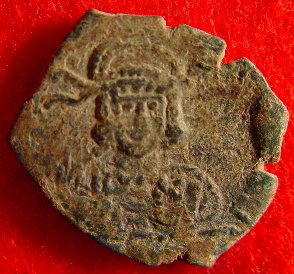
Konstantin IV.

V době zaneprázdnění Byzance v bojích s Araby se opět slovanské kmeny v okolí Soluně, jež se nikdy plně nepodřídily cizí nadvládě, a proto proti nim byly často vysílány vojenské výpravy, opět postavily proti Byzanci a v letech 675–681 několikrát zaútočily na Soluň. Nebezpečnější protivník představoval nový stát turkických Bulharů, kteří ve spojení se sedmi slovanskými kmeny vytvořili v okolí Moesie zárodky budoucího státního útvaru, bulharské říše, jenž měl v budoucnu zásadním způsobem ovlivňovat politický i etnický vývoj na Balkáně. Byzantinci od počátku zachovávali vůči Prabulharům odlišný postoj než vůči Slovanům. Zatímco slovanské etnikum plánovala Byzanc postupně podřídit svému vlivu, prabulharský národ představoval nového vnějšího nepřítele, kterého bylo nutno vypudit ze svého území. V tomto ohledu Konstantin IV. neuspěl. Po několika neúspěšných výpravách se rozhodl uzavřít s bulharským chánem Asparuchem roku 681 mír, čímž nový balkánský stát de facto uznal. Bulharské nebezpečí zasáhlo i do územní organizace říše, když bylo v Thrákii vybudováno další thema zaměřené právě na obranu proti případným bulharským útokům.
Pravděpodobně si chtěl tímto krokem zajistit bezpečí říše v době, kdy se rozhodovalo o konečném vyřešení dosavadních dogmatických sporů ohledně monoenergetismu a monotheletismu. Vzhledem k tomu, že Byzanc v té době neměla dost sil na dobytí ztracených východních provincií se zdály původní náboženské formulace zavedené ve snaze dosáhnout dohody s monofyzity již zbytečné a pouze vytvářely ohnisko napětí mezi byzantskou vládou a západními provinciemi. Třetí konstantinopolský koncil zasedající v letech 680–681 prohlásil obě učení za heretická a papeže Honoria I. spolu s patriarchou Sergiem za kacíře. Ani tato snaha o smíření se se západní částí obyvatelstva příliš vnitropolitickou situaci nezlepšila, protože Konstantin podobně jako jeho otec proslul despotickými způsoby, které se projevily například ve chvíli, kdy nechal své bratry zmrzačit a tím je zbavil nároků na spoluvládu. Princip spoluvlády od této chvíle sice nadále zůstával součástí vládního systému, nicméně od nynějška držel veškerou moc v rukou pouze vládnoucí císař, autokrator (samovládce).

### Vláda Justiniána II.

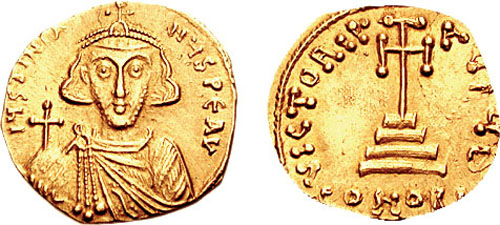
Justinián II.

Císař Konstantin IV. zemřel ve 33 letech a zanechal po sobě svého mladého syna Justiniána, jenž se po jeho smrti stal novým císařem. Nový panovník se energicky pustil do expanzivní politiky, během let 686–687 vytáhl proti Arabům a vpadl do Arménie, Gruzie a Sýrie. Chalífa Abdulmalik poté přistoupil na mír, díky němuž byly navýšeny poplatky placené Araby Byzanci a z Kypru se stala demilitarizovaná oblast spravovaná společně oběma říšemi. Na řadu nyní přišli Slované – byzantská vojska vytáhla proti jejich sídlištím v okolí Soluně a mnoho Slovanů bylo přesídleno do západní části Malé Asie, kde osídlili oblasti vydrancované dříve Araby. Zároveň došlo ve středním Řecku ke zřízení thematu Hellas, jež mělo umožnit další šíření byzantského vlivu v této oblasti.
Po vítězství nad Slovany došlo k nové srážce s Araby, jejíž příčinou byla Justiánova snaha přesunout část kyperského obyvatelstva do vydrancované oblasti v okolí Kyzilku. Zatímco se obnovily mezi oběma říšemi boje, svolal císař do Konstantinopole novou církevní synodu, jež se měla zabývat dodržováním křesťanských zásad i záležitostmi ohledně ritu či církevní správy. Na koncil ovšem nebyl pozván papež, což značně zkomplikovalo vztahy s Římem.
Po celou svou vládu Justinián II. prosazoval svá rozhodnutí drastickými metodami, jejichž důsledkem byl rostoucí odpor proti jeho režimu. Když se špatná situace v říši vlivem stoupajícího daňového břemene a násilných přesunů obyvatelstva vyhrotila, vypuklo roku 695 proti Justiniánovi povstání, do jehož čela se postavil nový stratég thematu Hellas Leontios. Justinián byl sesazen, spiklenci mu uřízli nos, aby jej tak zbavili možnosti navrátit se na trůn, a poslali jej do vyhnanství v Chersonésu na Krymu.

### Uzurpátoři a poslední období vlády herakleiovské dynastie

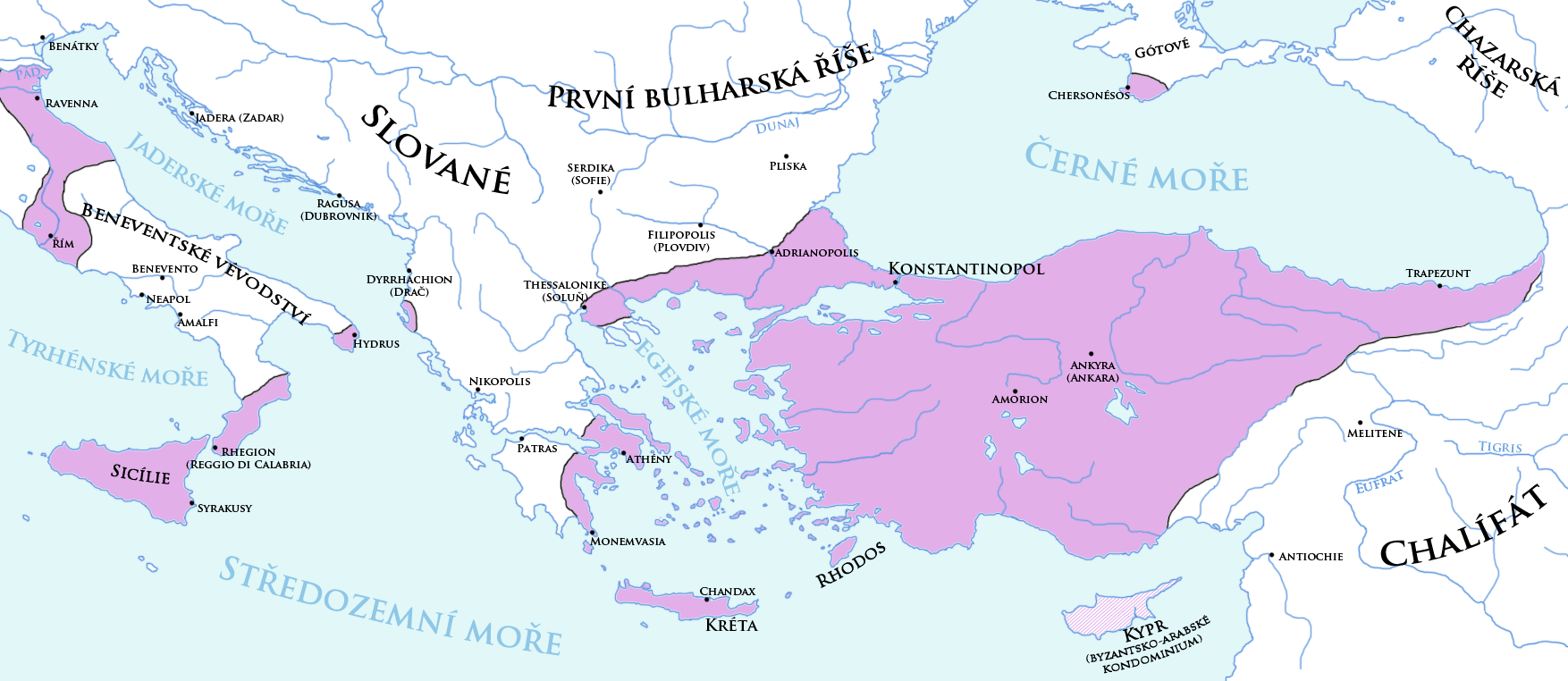
Byzanc na přelomu 7. a 8. století

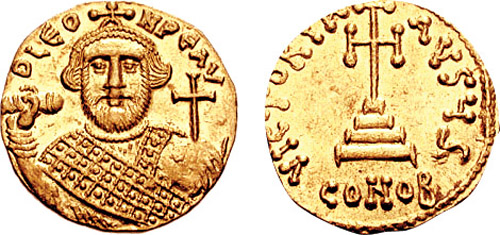
Leontios

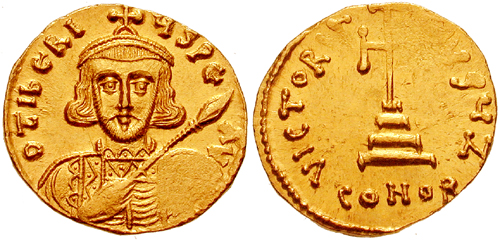
Tiberios III.

Nový císař Leontios si nedokázal udržet vládu na dlouhou dobu. Roku 697 Arabové dobyli Kartágo, čímž ukončili byzantskou vládu v severní Africe, a pokračovali dále na západ, kde jim o několik desítek let později padl do rukou takřka celý Pyrenejský poloostrov. Záhy po pádu severoafrické provincie došlo k Leontiovu svržení. Novým císařem se stal velitel loďstva Apsimar, jenž po svém nástupu na trůn přijal jméno Tiberios. Ale ani Tiberios nedokázal dosáhnout během své vlády významnějších úspěchů.
Mezitím se Justiánovi podařilo uprchnout ze svého vězení na Krymu k Chazarům a odtud se dostal do bulharské říše. Zdejší vládce Tervel, jenž nastoupil po Asparuchově smrti roku 701, poskytl svrženému císaři vojenský kontingent, s jehož pomocí se Justián lstí dostal do Konstantinopole, Tiberia svrhl a znovu se roku 705 ujal vlády. Justinián Tervela odměnil odstoupením oblasti zvané Zagore na pobřeží Černého moře a titulem kaisar (caesar), jenž byl původně určen pouze pro členy vládnoucí dynastie. Poté zahájil proti svým odpůrcům krvavý teror, jenž opět vedl k povstání, během něhož byl Justinián spolu se svým synem roku 711 popraven, čímž herakleiovská dynastie vymřela. Následovalo období častého střídání císařů, jež bylo ukončeno až roku 717 Leonem III., zakladatelem syrské dynastie.